# Знам'янська сільська рада (Березівський район)
Знам'янська сільська рада (до 2016 року — Червонознам'янська) — орган місцевого самоврядування Знам'янської сільської громади в Березівському районі Одеської області.

## Історія
Сільська рада утворена в 1926 році.
У 1962 році Червонознам'янська сільська рада Цебриківського району увійшла до складу Роздільнянського.
В 1965 році сільрада була передана зі складу Роздільнянського району до Великомихайлівського.

## Склад ради

### Керівний склад попередніх скликань
| Прізвище, ім'я, по батькові    | Основні відомості                                                  | Дата обрання | Дата звільнення |
| ------------------------------ | ------------------------------------------------------------------ | ------------ | --------------- |
| Войніков Іван Васильович       | Сільський голова, 1952 року народження, безпартійний               | 26.03.2006   | 31.10.2010      |
| Войніков Іван Васильович       | Сільський голова, 1952 року народження, освіта вища, позапартійний | 31.10.2010   | 25.10.2020      |
| Тринча Валентина Станіславівна | Сільська голова, 1966 року народження,освіта вища, позапартійна    | 25.10.2020   |                 |

Примітка: таблиця складена за даними сайту Верховної Ради України

### Рада VI скликання (2010-2015)
Рада складається з 24 депутатів та голови.
- Голова ради: Войников Іван Васильович
- Секретар ради: Бащак Тетяна Іванівна

#### Депутати
За результатами місцевих виборів 2010 року депутатами ради стали:

#### За суб'єктами висування
| Суб'єкт висування            | Кількість обраних депутатів | %    |
| ---------------------------- | --------------------------- | ---- |
| Партія регіонів              | 10                          | 41,7 |
| Соціалістична партія України | 7                           | 29,2 |
| Самовисування                | 5                           | 20,8 |
| Комуністична партія України  | 2                           | 8,3  |

#### За округами
| № округу                     | Прізвище, ім'я, по батькові     | Дата визнання обраним | Освіта             | Партійна приналежність             | Відомості про обраного депутата                                        |
| ---------------------------- | ------------------------------- | --------------------- | ------------------ | ---------------------------------- | ---------------------------------------------------------------------- |
| Комуністична партія України  |                                 |                       |                    |                                    |                                                                        |
| 10                           | Саєнко Микола Петрович          | 01.11.2010            | вища               | позапартійний                      |                                                                        |
| 11                           | Святовик Ольга Афанасіївна      | 14.11.2010            | середня спеціальна | член Комуністичної партії України  | ПСП «Дружба народів», економіст                                        |
| Партія регіонів              |                                 |                       |                    |                                    |                                                                        |
| 2                            | Каземірова Світлана Іванівна    | 01.11.2010            | середня            | член Партії регіонів               | Червонознам'янська сільська рада, бухгалтер                            |
| 4                            | Чернова Антоніна Іванівна       | 01.11.2010            | середня спеціальна | член Партії регіонів               | Червонознам'янська сільська рада, діловод                              |
| 7                            | Іваницький Олександр Вікторович | 01.11.2010            | середня            | член Партії регіонів               | приватний підприємець                                                  |
| 8                            | Марков Костянтин Миколайович    | 01.11.2010            | вища               | член Партії регіонів               | ПСП «Дружба народів», спеціаліст з соціальних питань                   |
| 9                            | Юрдик Неоніла Петрівна          | 01.11.2010            | середня спеціальна | член Партії регіонів               | Червонознам'янська сільська рада, директор сільського будинку культури |
| 12                           | Петрова Валентина Володимирівна | 01.11.2010            | вища               | член Партії регіонів               |                                                                        |
| 16                           | Бащак Тетяна Іванівна           | 01.11.2010            | середня спеціальна | член Партії регіонів               | Червонознам'янська сільська рада, секретар                             |
| 20                           | Райкова Валентина Федорівна     | 01.11.2010            | середня            | член Партії регіонів               | Червонознам'янська сільська рада, інспектор військово-облікового столу |
| 21                           | Панчешенко Василь Павлович      | 01.11.2010            | вища               | член Партії регіонів               | тимчасово не працює                                                    |
| 23                           | Ляльченко Віктор Миколайович    | 01.11.2010            | середня            | позапартійний                      |                                                                        |
| Соціалістична партія України |                                 |                       |                    |                                    |                                                                        |
| 5                            | Богаченко Іван Степанович       | 01.11.2010            | середня            | член Соціалістичної партії України | приватний підприємець                                                  |
| 6                            | Павелко Микола Михайлович       | 01.11.2010            | середня            | член Соціалістичної партії України | приватний підприємець                                                  |
| 13                           | Чернов Юрій Дмитрович           | 01.11.2010            | середня            | член Соціалістичної партії України | МНС України, охоронець                                                 |
| 17                           | Бащак Микола Йосипович          | 01.11.2010            | вища               | член Соціалістичної партії України | МНС України, начальник інженерної групи                                |
| 18                           | Лукашев Руслан Анатолійович     | 01.11.2010            | середня спеціальна | член Соціалістичної партії України | приватний підприємець                                                  |
| 19                           | Соломонов Юрій Генадійович      | 01.11.2010            | середня            | член Соціалістичної партії України | тимчасово не працює                                                    |
| 24                           | Панчешенко Павло Миколайович    | 01.11.2010            | вища               | член Соціалістичної партії України |                                                                        |
| Самовисування                |                                 |                       |                    |                                    |                                                                        |
| 1                            | Жебженяк Іван Франкович         | 01.11.2010            | середня            | позапартійний                      | тимчасово не працює                                                    |
| 3                            | Капраль Йосип Іванович          | 01.11.2010            | середня            | позапартійний                      | ПСП «Дружба народів», інженер будівельник                              |
| 14                           | Магац Євгенія Федорівна         | 01.11.2010            | середня спеціальна | позапартійна                       | ПСП «Дружба народів», диспетчер                                        |
| 15                           | Зощак Надія Юріївна             | 01.11.2010            | вища               | позапартійна                       | ПСП «Дружба народів», бухгалтер                                        |
| 22                           | Ляльченко Анатолій Яковлевич    | 01.11.2010            | середня спеціальна | позапартійний                      | ПСП «Дружба народів», бригадир компл. бр. № 1                          |